# Giornata internazionale della riparazione
La Giornata internazionale della riparazione è stata istituita nel 2017 per promuovere per diffondere la pratica della riparazione, attraverso la promozione al riuso, al riciclo e delle tecniche di riparazione. Nel corso dell'anno volontari organizzano Repair Cafés o Restart Party.
L'evento si svolge ogni anno il terzo sabato di ottobre. La prima giornata internazionale di riparazione è stata organizzata il 21 ottobre 2017. La seconda giornata internazionale di riparazione si è svolta il 20 ottobre 2018. L'evento del 2018 si è concentrato sul diritto alla riparazione: il diritto di accedere alle informazioni e alle risorse necessarie per la riparazione e la necessità che i prodotti siano più durevoli, efficienti e riparabili.
La Giornata internazionale della riparazione è organizzata dall'Open Repair Alliance, un gruppo internazionale di organizzazioni di riparazione che collaborano per rendere i prodotti elettronici più durevoli e facili da riparare, tra cui la Repair Cafe Foundation (Paesi Bassi), The Restart Project (Regno Unito), iFixit, Anstiftung Foundation (Germania) e Fixit Clinic (Stati Uniti).